# Ahnatal
Ahnatal – miejscowość i gmina w Niemczech, w kraju związkowym Hesja, w rejencji Kassel, w powiecie Kassel.

## Współpraca
Miejscowości partnerskie:
- Burgstädt, Saksonia
- Krummnußbaum, Austria
- Wisches, Francja